# Hans Haferkamp (Soziologe)
Hans Haferkamp (* 15. September 1939 in Mülheim an der Ruhr; † 14. Juli 1987 bei Sandstedt) war ein deutscher Soziologe.

## Leben und Wirken
Nach einem Fachhochschulstudium in Bochum wurde Hans Haferkamp als Sozialarbeiter in der Jugendgerichts- und Bewährungshilfe tätig. Ab 1965 studierte er Soziologie, Sozialpädagogik, Volkswirtschaftslehre und Statistik in Münster (Diplom-Soziologe). Anschließend war er Assistent an der soziologischen Fakultät der Universität Bielefeld. 1972 promovierte Haferkamp mit einer theoretischen Arbeit über die soziologische Handlungstheorie. Seit 1974 war er Professor für Soziologie an der Universität Bremen.
Arbeitsschwerpunkt Hans Haferkamps war die Analyse von Devianz und sozialer Kontrolle. Er führte die Handlungstheorie in die Kriminalsoziologie ein, wobei er sich gleichzeitig um die Weiterentwicklung ebendieser soziologischen Handlungstheorie bemühte. Durch das Aufkommen der interaktionistischen Kriminalsoziologie (der er anfangs nahestand) und seinen frühen Tod wurde die Rezeption seines Werkes früh unterbrochen. In den 1970er Jahren hatten seine Arbeiten noch erhebliche sozialwissenschaftliche Resonanz gefunden.
Nach seinem Tode wurde er auf dem kirchlichen Friedhof in Bremen-Borgfeld bestattet.

## Schriften (Auswahl)
- Soziologie als Handlungstheorie. Bertelsmann-Universitätsverlag, Düsseldorf 1972, ISBN 3-571-09046-2 (2. und 3. Auflage: Westdeutscher Verlag, Opladen 1975 und 1976).
- Kriminalität ist normal. Zur gesellschaftlichen Produktion abweichenden Verhaltens. Enke, Stuttgart 1972, ISBN 3-432-01787-1.
- Kriminelle Karrieren. Handlungstheorie, Teilnehmende Beobachtung und Soziologie krimineller Prozesse. Rowohlt, Reinbek 1975, ISBN 3-499-21069-X.
- Soziologie der Herrschaft. Analyse von Struktur, Entwicklung und Zustand von Herrschaftszusammenhängen. Westdeutscher Verlag, Opladen 1983, ISBN 3-531-21635-X.